# Lipoleucopis pulchra
Lipoleucopis pulchra är en tvåvingeart som beskrevs av Raspi 2008. Lipoleucopis pulchra ingår i släktet Lipoleucopis och familjen markflugor. Inga underarter finns listade i Catalogue of Life.